# 1952年臺灣
|        | 臺灣歷史 \| 台灣歷史年表 |
| 世纪： | 19世纪臺灣 \| 20世纪臺灣 \| 21世纪臺灣 |
| 年代： | 1920年代臺灣 \| 1930年代臺灣 \| 1940年代臺灣 \| 1950年代臺灣 \| 1960年代臺灣 \| 1970年代臺灣 \| 1980年代臺灣                                           |
| 年份： | 1947年臺灣 \| 1948年臺灣 \| 1949年臺灣 \| 1950年臺灣 \| 1951年臺灣 \| 1952年臺灣 \| 1953年臺灣 \| 1954年臺灣 \| 1955年臺灣 \| 1956年臺灣 \| 1957年臺灣 |
| 纪年： | 壬辰年（龙年）、中華民國41年 |

## 政府

### 國家正副元首

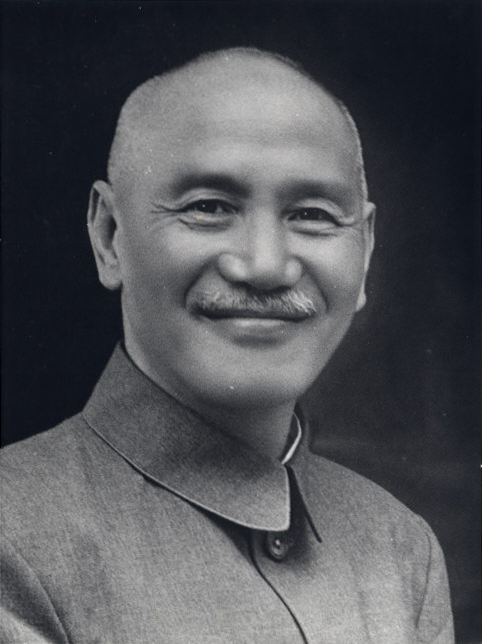
總統：蔣中正
副總統：缺位

### 五院首長

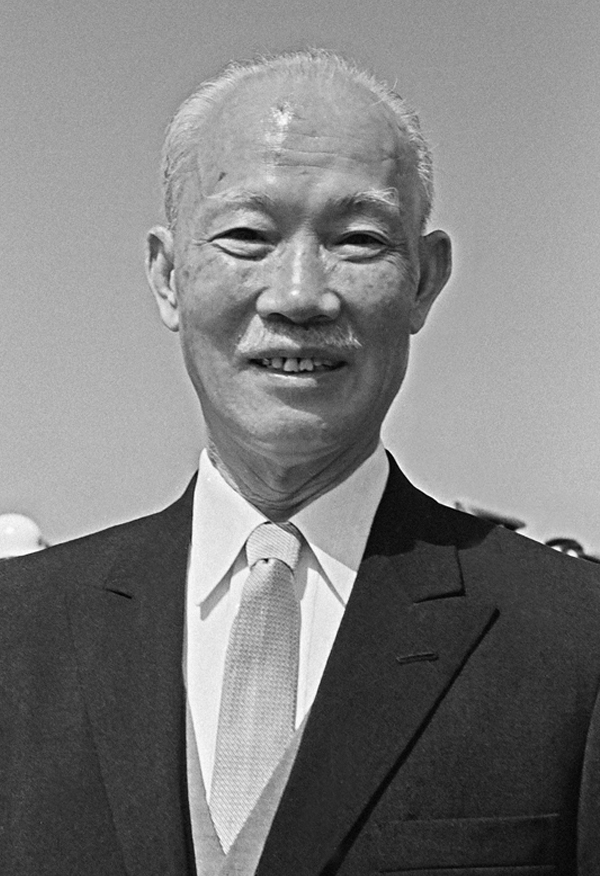
行政院院長：陳誠
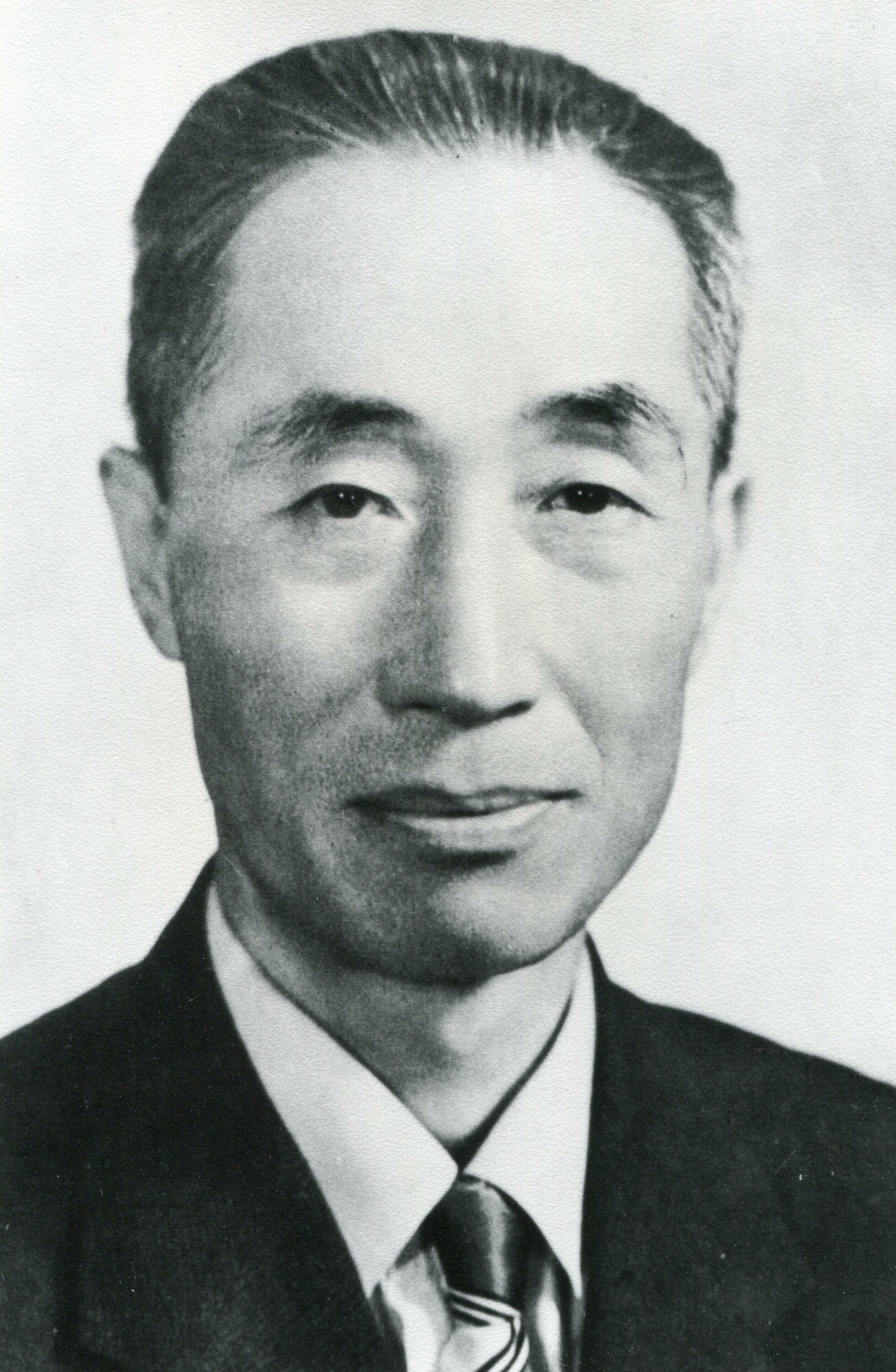
立法院院長：張道藩
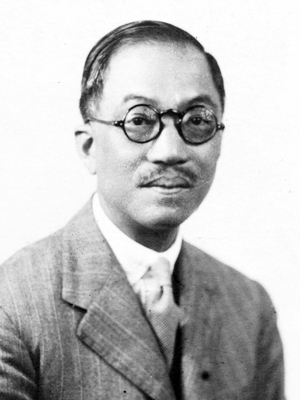
司法院院長：王寵惠
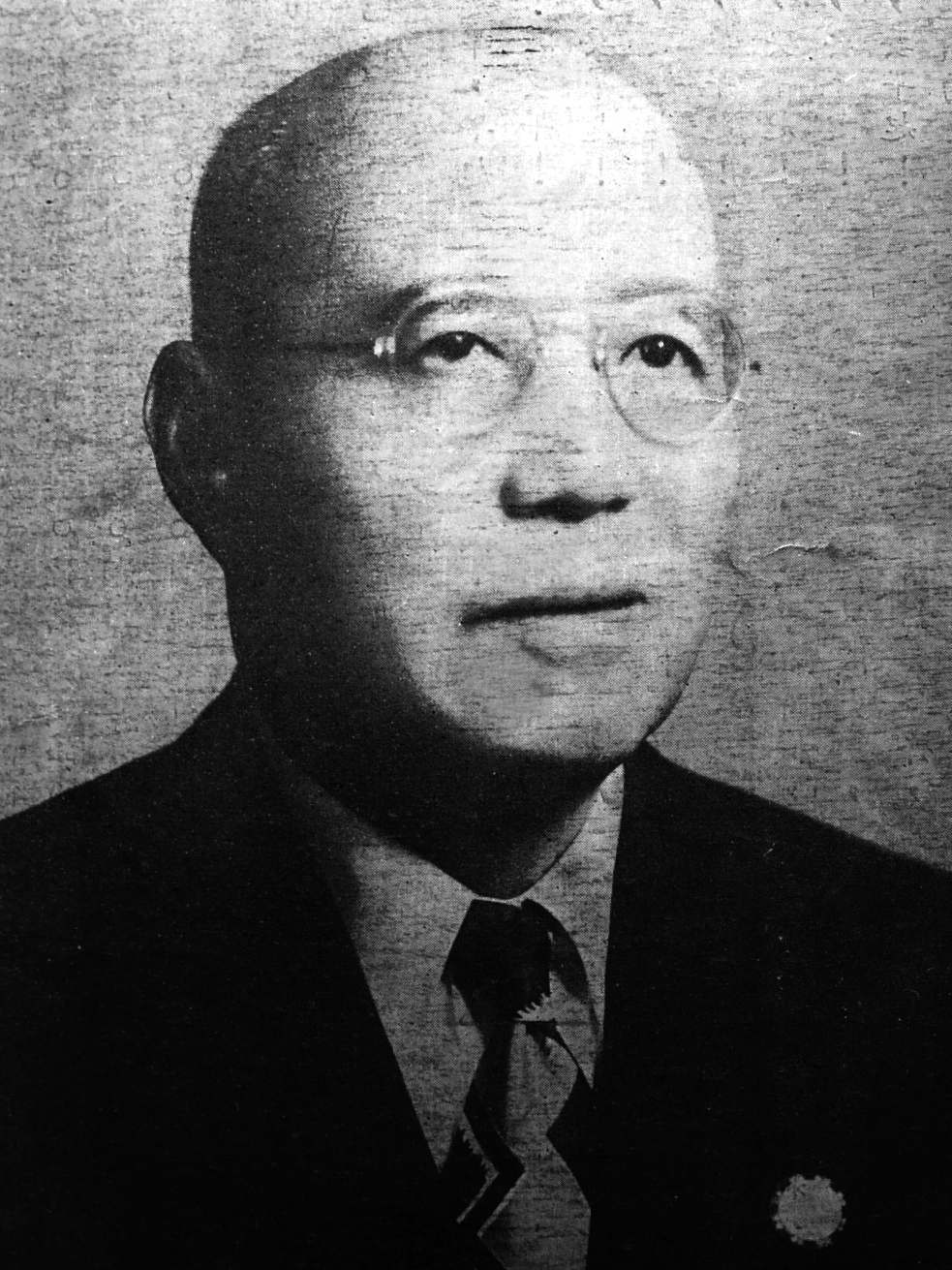
考試院院長：賈景德
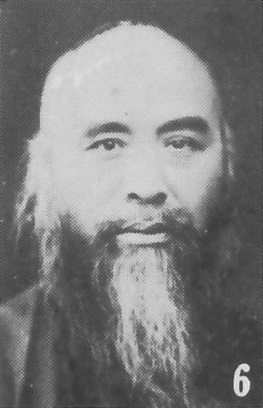
監察院院長：于右任

### 省政府主席

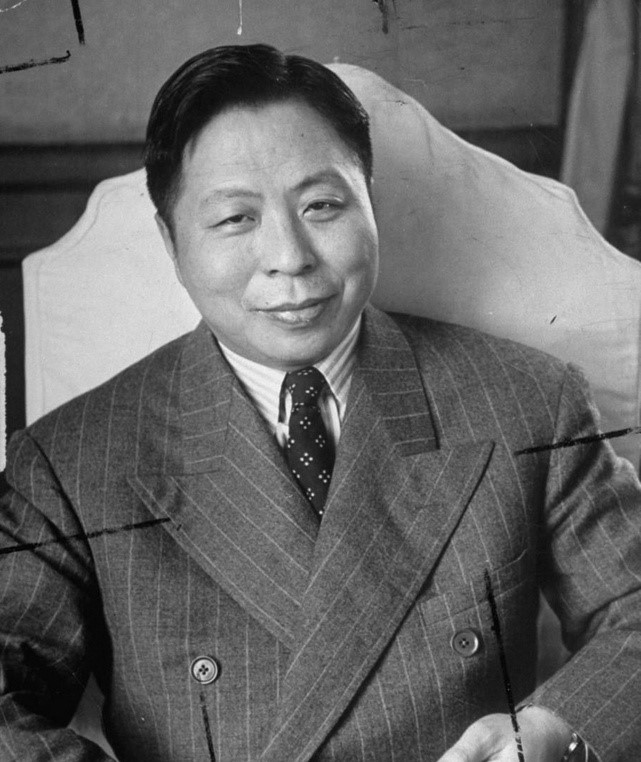
臺灣省政府主席：吳國楨
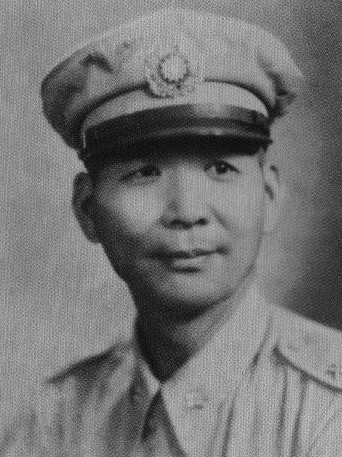
福建省政府主席：胡璉

### 成員變動

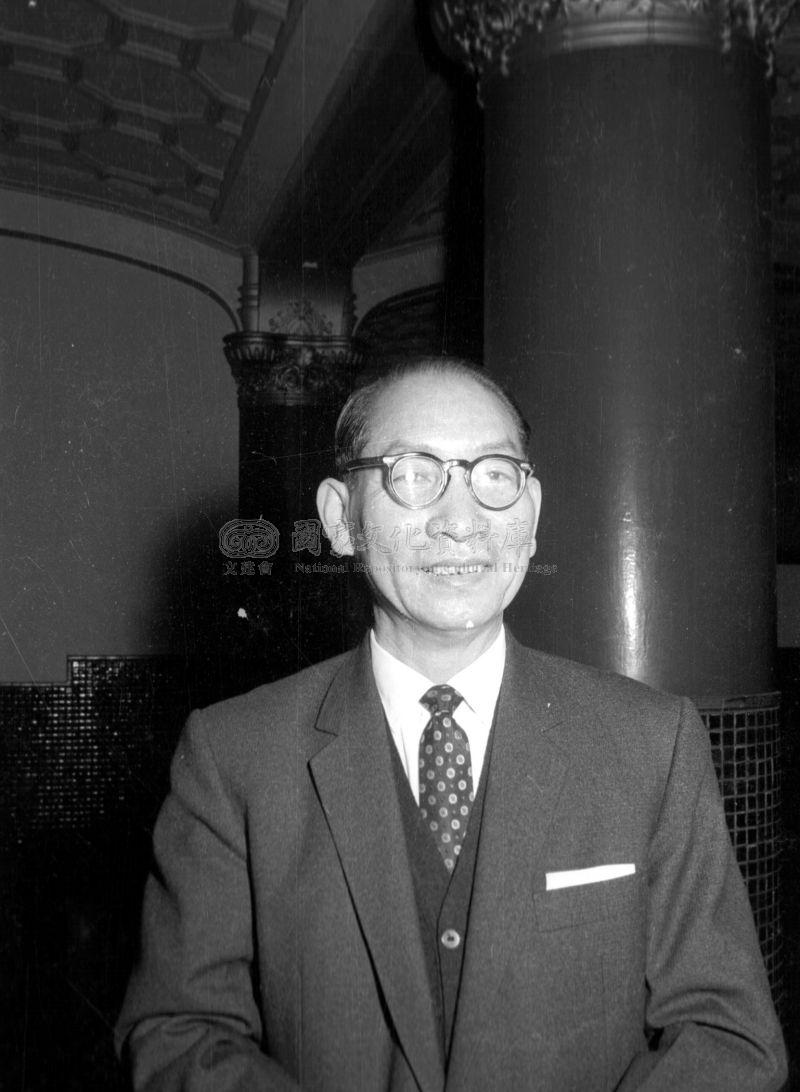
立法院院長：黃國書（署理結束）
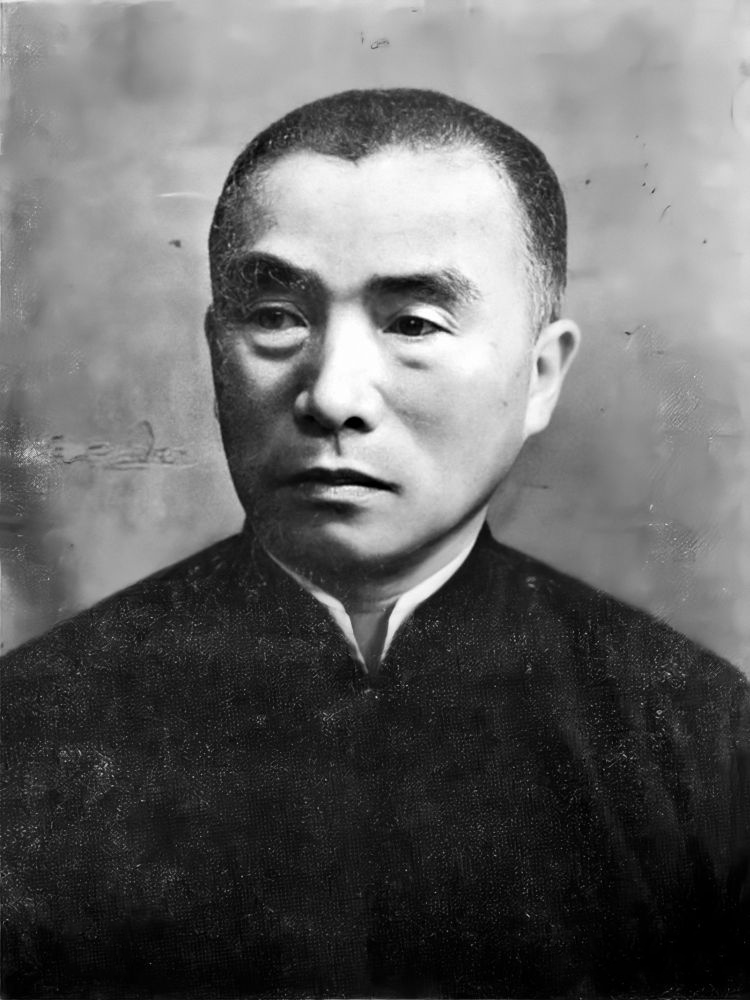
考試院院長：鈕永建（代理結束）

## 大事記

### 1月
- 聯合國大會及政治委員會通過「控訴蘇俄違約案」[1]:69。

### 2月
- 韓境聯軍總部堅持自由遣俘原則，蓋聯軍在韓境所獲17萬餘戰俘中，有10萬人不願被遣返，尤其在2萬餘名華籍戰俘中，不願遣返者達1萬6千名[1]:70。

### 3月
- 蔣介石核准實施軍事主管任期制度[1]:70。
- 3月29日——蔣介石於青年節發表文告，號召成立「中國青年反共救國團」[2]:182。

### 4月
- 4月28日——「中日和平條約」（即《中華民國與日本國間和平條約》，又稱台北和約、中日戰後和平條約，簡稱中日和約）在台北簽字[1]:70，共計14條，中華民國不索賠償，日本放棄對於台灣、澎湖以及南沙群島、西沙群島之一切權利與要求[2]:194。蔣介石接見日本締結和平條約全權代表河田烈，寄語日本朝野，共建東亞和平[1]:70。

### 5月
- 美國以馬克·克拉克中將繼任韓境聯合國軍統帥[1]:70。

### 6月
- 台灣省政府財政會議揭幕，蔣介石提示：一、實施財政動員，二、建立財政制度，三、改進租稅政策，四、配合經濟措施，五、養成廉潔風氣等5大目標[1]:70。

### 7月
- 宋美齡發起「台灣省防癆協會」[1]:70。
- 中國國民黨中央改造委員會議決，定明年1月起，推行限田政策，扶植自耕農[1]:70-71。
- 蔣介石接見美聯社記者，認為對中共採取積極措施，不會觸發世界大戰[1]:71。

### 8月
- 蔣介石正式批准簽署「中日和平條約」[1]:71。
- 裁撤駐日代表團，台、日於台北、東京互設大使館[1]:71。
- 蔣對日本記者談話，強調台日若誠意合作，亞洲將穩定繁榮，可致世界和平[1]:71。
- 蔣明令孔子誕辰為九月二十八日。[1]:71
- 宋美齡赴美國就醫[1]:71。

### 9月
- 蔣介石於陸軍軍官學校預備軍官訓練班剴切玫訓，說明國家需要革命青年，青年需要革命教育，期以身體生命獻與國家，挽回國運[1]:71。

### 10月
- 日本新任駐台大使芳澤謙吉呈遞國書[1]:71。
- 閩海游擊隊突擊南日島，殲獲甚眾[1]:71。
- 10月11日——南日島突襲戰爆發。
- 10月13日——南日島突襲戰，國軍主動撤離南日島。總計殲滅共軍千餘人、生俘七百餘人。14日零時自金門回航。[3]
- 10月31日——中國青年反共救國團宣告成立，蔣介石兼任團長，蔣經國任主任[1]:72。

### 11月
- 貝絲颱風成災，蔣介石特飭地方迅速辦理善後並救濟受災民眾[1]:72。

### 12月
- 蔣介石於高雄校閱國軍，並勉以完成戰力，加強反攻準備[1]:72。

## 出生
参见： 1952年出生
- 1月1日——
  - 王清峰，律師、政治人物。曾任法務部部長。
  - 陳雪生：政治人物，曾任立法委員、連江縣縣長。
- 1月2日——
  - 林正二：政治人物。
  - 李茂盛：政治人物、婦產學家，現任茂盛醫院院長，曾任中華民國總統府資政、中山醫學大學醫學院教授。
- 1月11日——陳志清：政治人物，曾任南投縣代理縣長、南投縣副縣長、農業委員會主任委員、農林廳水土保持局局長。
- 1月15日——姚立明，政治人物。曾任立法委員，現任國會觀察基金會董事長。
- 1月21日——蔡永泉：政治人物、英文科教師，曾任嘉義市議員。
- 1月23日——童宏勝：溺水罹難者。
- 1月27日——王雪娥：歌手、演員，是周湯豪之母。
- 1月28日——
  - 林南生，政治人物。曾任臺南市議會副議長、立法委員，曾競選臺南市長失利。（2016年逝世）
  - 林姿妙，政治人物。曾任羅東鎮鎮長、宜蘭縣議員，現任宜蘭縣長。
- 1月31日——包宗和：政治人物、政治學家，曾任監察委員。
- 2月2日——李靜美：歌手、演員。
- 2月6日——蔡秉燚：材料科學家，是留美教授，為N95口罩發明人。
- 2月8日——蔡兆申：物理學家。
- 2月10日——張宏年：政治人物，是張彥彤之父，曾任台中市議會議長、台中市議員。
- 2月13日——龍應台，作家、政治人物。曾任文化部部長。
- 2月14日——零雨：詩人、文學家。
- 2月15日——宋澤萊，作家。著有知名科幻小說《廢墟台灣》。
- 2月26日——宣明智，企業家。現任聯電榮譽副董事長。
- 3月1日——黃永田：企業家，因扯掉邱毅假髮而爆紅。
- 3月6日——李筱峰，歷史學者。著有《台灣戰後初期的民意代表》、《林茂生、陳炘和他們的時代》。
- 3月9日——鄭朝明：政治人物，曾任立法委員、屏東縣議會副議長、屏東縣議員。
- 3月14日——檢場，演員、節目主持人。
- 3月20日——
  - 鄭村棋，社會運動者，曾任馬英九時代台北市勞工局局長。
  - 楊愛倫：政治人物，是移居美國的台灣人，曾任紐約州眾議院議員。
- 3月24日——劉憲同：政治人物、企業家，現任燁興企業董事長，曾任立法委員、唐榮鐵工廠董事長。
- 3月30日——張再興：政治人物，是張再扶之弟，曾任澎湖縣議員。
- 4月1日——郭芳煜：政治人物，曾任中華民國勞動部部長、職業訓練局局長。
- 4月4日——黃季敏：政治人物，曾任消防署署長。
- 4月5日——
  - 李昂：作家。
  - 應平書：作家。
- 4月8日——陳士魁：政治人物。
- 4月13日——傅學海：天文學家。
- 4月15日——張昌財：政治人物，曾任立法委員、中壢市（今中壢區）市長、桃園市經濟發展局局長。
- 4月18日——翁一銘：企業家，是翁明昌次子、翁大銘之弟，曾任國華人壽董事長。
- 4月19日——唐川：演員。
- 5月2日——李立群：相聲、演員、配音員。1995年後，演藝重心轉向中國大陸發展，偶爾接演台灣戲劇。
- 5月3日——陳永昌：教授。
- 5月20日——謝欽宗：建築師、政治人物，曾任立法委員。
- 5月25日——李世昌：物理學家。
- 6月1日——司馬玉嬌：演員、主持人。
- 6月2日——尹啟銘，政治人物。曾任經濟部部長。
- 6月4日——蔡英文：政治學家。
- 6月6日——蔡英傑：生物化學學家。
- 6月11日——江熊一楓：政治人物，是江昭儀之妻，曾任彰化縣議員。
- 6月13日——蘇芮：歌手。
- 6月14日——林家鈺：企業家，是八方雲集連鎖鍋貼店創辦人。
- 6月16日——何志欽：政治人物、經濟學家，曾任中華民國財政部部長。
- 6月20日——王清松：戲曲樂師。
- 6月21日——廖峻，藝人。知名男演員。
- 6月22日——李和順：政治人物，曾任立法委員、台南縣議會議長。
- 6月24日——王志雄：政治人物，是王玉雲之子，曾任立法委員、高雄市議員。
- 6月28日——熊湘台：軍事人物。
- 7月1日——翁明義：滑雪教練。
- 7月11日——
  - 吳淑珍，第一夫人，曾任立法委員。中華民國第10、11任總統陳水扁之妻。
  - 高揚昇：政治人物，曾任立法委員、桃園縣副縣長。
- 7月20日——石素梅：政治人物，曾任行政院主計總處主計長、台北市主計處處長。
- 7月25日——唐存勇：海洋學家。
- 7月29日——
  - 吳念真，作家、導演。
  - 鄧振中，政治人物。曾任經濟部部長。
- 7月30日——蔡見興：政治人物。
- 8月1日——蔡宏圖：企業家，是蔡萬霖次子，現任國泰金融控股公司董事長。
- 8月2日——
  - 李翔宙，軍人。曾任國軍退除役官兵輔導委員會主任委員。
  - 蔡清遊：大法官。
- 8月7日——
  - 鍾安住：主教。
  - 林文淵：企業家，現任東森電視董事長，曾任台灣電力董事長、中國鋼鐵董事長、大同公司董事長。
- 8月8日——
  - 瓦歷斯·貝林：政治人物，曾任監察委員、立法委員、原住民族委員會主任委員。
  - 趙麗雲：政治人物，是簡立喆之母，曾任立法委員、考試院考試委員、體育委員會主任委員。
- 8月12日——施崇棠：企業家，現任華碩電腦董事長。
- 8月13日——李嗣涔，學者。曾任國立臺灣大學校長。
- 8月20日——黃民奇：企業家，是漢民科技公司創辦人，曾任漢磊先進投控公司董事長、東京威力科創公司董事長。
- 8月21日——林聖忠：政治人物，曾任經濟部政務次長、台北市建設局局長、台灣中油董事長。
- 8月22日——郝龍斌，政治人物，曾任立法委員、臺北市市長。
- 8月24日——劉俊秀：土木工程學家。
- 8月28日——趙台萍：作家。
- 9月3日——謝明源：政治人物，曾任立法委員、台中市議員。
- 9月5日——楊雙伍，知名黑道人物，曾是早期台灣十大槍擊要犯之一。
- 9月9日——廖述鎮：政治人物，曾任台中市議員。
- 9月10日——
  - 李焜耀：企業家，是李晏榕之父，現任明基電通董事長，曾任友達光電董事長。
  - 許金雄：角力運動員。
- 9月11日——沈禎：畫家。
- 9月16日——黃玉振：記者、政治人物。
- 9月17日——王健壯：記者、作家。
- 9月18日——舒國治：作家。
- 9月21日——董翔龍：軍事人物。
- 9月23日——李琳山：電腦科學家。
- 10月1日——蔡辰威：企業家，是蔡萬春五子，曾任寒舍餐旅董事長。
- 10月3日——范巽綠：政治人物，現任監察委員，曾任立法委員、教育部政務次長、高雄市教育局局長。
- 10月4日——鄭貴元：政治人物，是鄭宋柳之子，曾任新竹市議員。
- 10月12日——王桂芸：護理學家、護理師，曾任國防醫學院教授、陽明大學合聘教授、三軍總醫院護士。
- 10月13日——楊烈，歌手、演員。代表作有《國際橋牌社》。
- 10月14日——
  - 林義芳，藝人。知名男演員。
  - 白文正：企業家。
- 10月15日——林毅夫，曾為中華民國軍人，後叛逃至中華人民共和國。
- 10月17日——葛熙熊：軍事人物，是葛南杉之子。
- 10月18日——游祥耀：政治人物，曾任基隆市議員。
- 10月23日——李幸長：企業家、社會運動人士，是四海遊龍連鎖鍋貼店創辦人之一。
- 10月27日——
  - 蔡仁堅，文史工作者、政治人物。曾任新竹市市長。
  - 許虞哲，官僚人物。現任財政部部長。
- 10月28日——施治明：政治人物，曾任台南市議員、台南市市長。
- 10月30日——辛在勤：地球物理學家，曾任中央氣象局局長、中央研究院地球科學研究所研究員、國立中央大學地球物理研究所教授。
- 10月31日——吳聰敏：經濟學家。
- 11月2日——
  - 施世明：政治人物，曾任基隆市議員。
  - 許惠祐，曾任海巡署署長、中華民國國家安全局局長。
- 11月3日——何大一，科學家，愛滋病雞尾酒療法發明人。
- 11月4日——潘忠政：自然科教師、環保運動人士。
- 11月5日——呂學樟：政治人物。
- 11月6日——蔡令怡：第二夫人，是吳敦義之妻。
- 11月8日——
  - 林正杰，黨外運動參與者。曾任臺北市議員、立法委員，有「街頭小霸王」之稱。
  - 柯華葳：教育家。
- 11月12日——
  - 王海玲，豫劇女演員。
  - 劉文正：歌手、演員、主持人。
- 11月14日——嚴德發，軍人。曾任中華民國參謀總長、國家安全會議秘書長、國防部部長。
- 11月22日——林火旺，哲學家，曾任馬英九台北市長選舉競選總幹事。
- 11月23日——張清芳：政治人物，曾任立法委員、台灣省議員、樹林鎮（今樹林區）公所祕書。
- 11月24日——俞凱爾：製作人。
- 11月25日——謝文展：發明家。
- 11月28日——羅淑蕾：政治人物、會計師。
- 11月30日——劉炳偉：政治人物，是劉炳華之兄、劉美芳之父，曾任立法委員、台灣省議會議長、台北縣議員、板橋市（今板橋區）市長。
- 12月1日——劉順松：政治人物，曾任苗栗縣議員、後龍鎮鎮民代表、後龍鎮校椅里里長。
- 12月8日——劉慶文：跆拳道教練。
- 12月11日——張清安：植物病理學家。
- 12月14日——李仲威：軍事人物、政治人物，曾任海洋委員會主任委員、海岸巡防署署長、國防部常務次長、海軍司令部副司令。
- 12月18日——林憲銘：企業家，現任緯創資通董事長。
- 12月25日——
  - 侯彩鳳，政治人物，曾任立法委員。
  - 林於豹：軍事人物。
- 12月27日——
  - 陳再福：軍事人物。
  - 陳時中：政治人物、牙醫師，曾任中華民國衛生福利部部長、中央流行疫情指揮中心指揮官。
- 12月28日——蔡鴻彰：天文愛好者。
- 12月29日——宋學仁：投資家，是張清芳前夫，現任高盛投資亞洲區副董事長兼亞太區投資銀行部聯席主管。
- 12月30日——張鎮榮：政治人物，現任新竹縣議會議長。
- 12月31日——許陽明，政治人物，曾任國大代表、臺南市副市長。

## 逝世
- 4月22日——李友邦，軍人、政治人物。日治時期曾前往中國組織臺灣義勇隊抗日，國府遷臺後被指為匪諜處死。（1906年出生）